# Weltbild (Zeitschrift)
Weltbild: die Lese-Illustrierte war eine von 1946 bis 1961 erschienene deutsche Illustrierte, die zunächst vom Münchener Verlag Th. Martens & Co. verlegt wurde.
Im Juli 1960 wurde die Zeitschrift an den Ringier-Verlag verkauft, ehe sie im Zuge einer Versteigerung im April 1961 vom Verleger Helmut Kindler erworben wurde. Noch im selben Jahr ging die Weltbild in der Revue auf.